# Корнилова, Таисия Анатольевна
Таисия Анатольевна Корнилова (род. 19 мая 1961, Днепропетровск, Украинская ССР, СССР) — российская дрессировщица, режиссёр и сценарист цирковых программ, народная артистка России (2000). Представительница династии Корниловых, специализирующейся на дрессуре слонов.

## Биография
Родилась 19 мая 1961 года в Днепропетровске в семье известных дрессировщиков — Анатолия Александровича Корнилова и Нины Андреевны Корниловой. С раннего детства принимала участие в цирковых представлениях, впервые выступив на манеже в возрасте 6 лет в номере «Девочка Тая и слонёнок Майя».
В школьные годы работала в аттракционе «Слоны и танцовщицы» под руководством отца, одновременно обучаясь в частной балетной школе. В 1989 году окончила факультет цирковой режиссуры Государственного института театрального искусства (ГИТИС) им. А. В. Луначарского.
В 1986 году впервые в цирковом искусстве продемонстрировала трюк, в котором слон одновременно вращал обручи на хоботе и задней ноге, что было зафиксировано в Книге рекордов Гиннесса.
В 2000-х годах активно выступала на манеже Московского цирка Никулина на Цветном бульваре, где совместно с сыном Андреем Дементьевым-Корниловым представила программу «На бис!», включающую номер «Тайна слонов-великанов».

## Семья
- Отец — Анатолий Александрович Корнилов (1924—1991), народный артист РСФСР, дрессировщик.
- Мать — Нина Андреевна Корнилова (1926—2025), заслуженная артистка России, дрессировщица.
- Сын — Андрей Дементьев-Корнилов, дрессировщик, режиссёр цирковых шоу.
- Дочь — Анастасия Дементьева-Корнилова, дрессировщица слонов, воздушная акробатка.

## Награды и звания
- Народная артистка России (5 августа 2000 года) — за заслуги в развитии циркового искусства[2]
- Заслуженная артистка России (29 декабря 1994 года) — за заслуги в области искусства[3]